# SBB-Aarebrücke Koblenz
Die Aarebrücke Koblenz ist eine eingleisige Eisenbahnbrücke der Bahnstrecke Stein-Säckingen–Koblenz, die in der Schweiz bei Koblenz AG die Aare überspannt. Das Bauwerk stammt aus dem Jahr 1892.

## Lage
Die Brücke überquert die Aare 400 Meter unterhalb des Kraftwerks Klingnau und 800 Meter oberhalb der Mündung des Flusses in den Rhein. Sie steht auf dem Gemeindegebiet von Koblenz und Leuggern. Das knapp einen Kilometer breite Aaretal zwischen Koblenz und dem Weiler Felsenau befindet sich im Schutzgebiet Aarelandschaft bei Klingnau, das im Bundesinventar der Landschaften und Naturdenkmäler von nationaler Bedeutung verzeichnet ist. Die Bahnstrecke von Stein-Säckingen durchmisst das Tal in einem engen Bogen, um den Bahnhof Koblenz von Süden zu erreichen. Die Lage des Bahnhofs hatte sich beim Bau der Bahnstrecke Turgi–Koblenz–Waldshut 1859 ergeben, weil an dieser Stelle die Steigung zur höher liegenden Rheinbrücke Waldshut–Koblenz beginnt.
Die Aarebrücke bildet den mittleren Abschnitt der Kurve mit einem Radius von 350 Metern zwischen Felsenau und dem Bahnhof Koblenz. Linksufrig führt beim Weiler Gischberg ein kurzer Bahndamm bis zur Brücke, und am rechten Ufer verbindet ein etwa 400 Meter langer Damm durch den Auenwald die Brücke mit dem Bahnhof Koblenz.

## Geschichte
Die 26 km lange Bahnstrecke Stein–Koblenz wurde von der Schweizerischen Nordostbahn als  Teil der linksufrigen Rheintalbahn von Basel nach Romanshorn errichtet. Das grösste Ingenieurbauwerk in dem Streckenabschnitt war die 236 m lange Brücke über die Aare zwischen den Stationen Koblenz und Felsenau. Robert Moser, der Oberingenieur der Nordostbahn, projektierte die Brücke.
Zusammen mit der Bahnstrecke wurde das Bauwerk am 1. August 1892 in Betrieb genommen. Eine Besonderheit war damals das durchlaufende Schotterbett. Eine Verstärkung des Brückenüberbaus wurde unter anderem 1984 durchgeführt. Seit 1994 benutzen nur noch Güterzüge planmässig die Brücke.
Von 2019 bis 2021 liess die SBB die Brückenpfeiler verstärken, um den Hochwasserschutz zu verbessern, und den Fussgängersteg erneuern.
Im Jahr 1991 widmete die Schweizerische Post der Brücke eine 80-Rappen-Briefmarke.

## Konstruktion

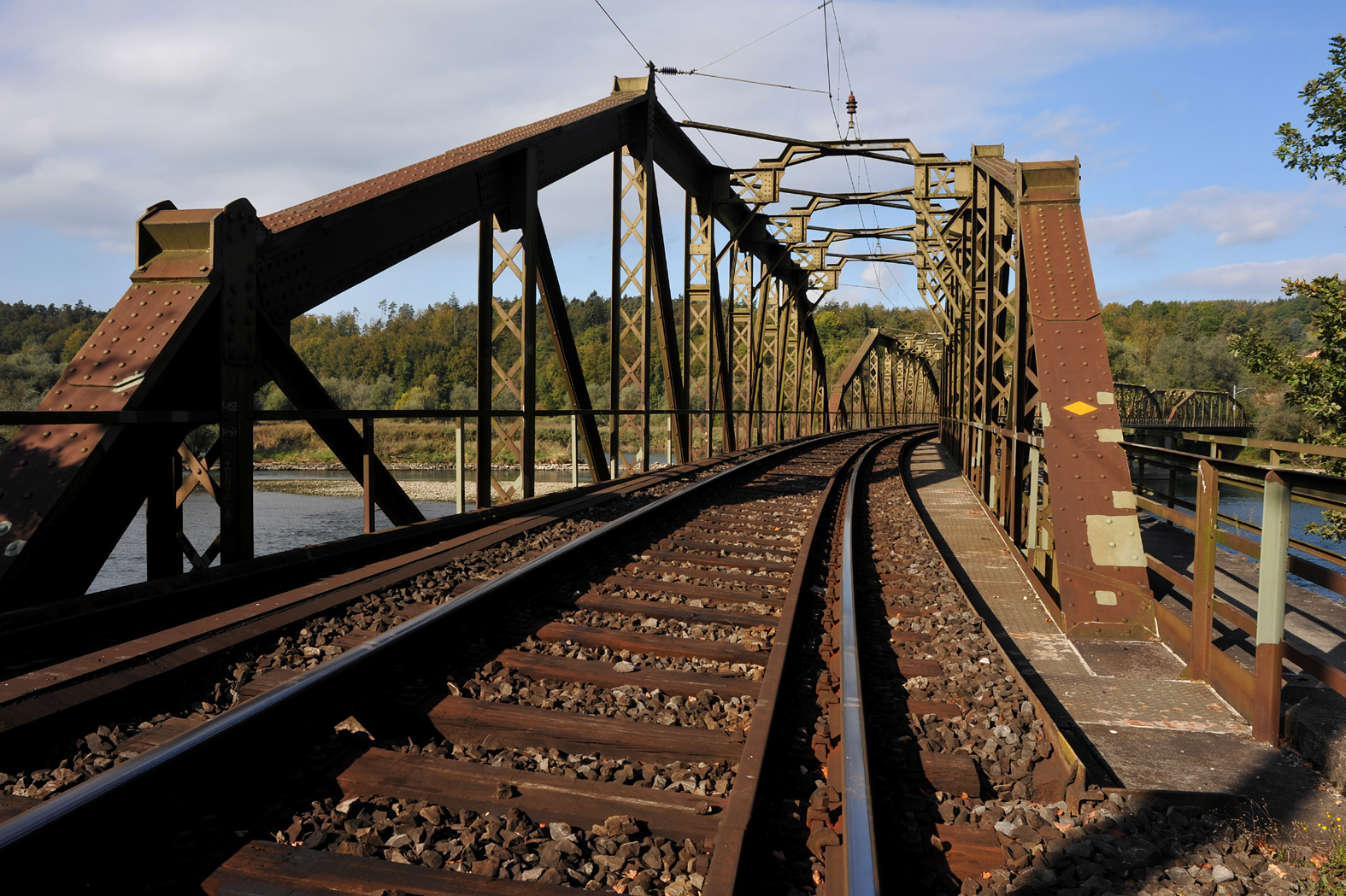
Überbau mit Schotterbett

Im Bereich der Brücke, die ein Gleis und einen seitlich angeordneten Gehweg überführt, weist die Streckentrasse im Grundriss einen Radius von 350 m auf. Der schweisseiserne Brückenüberbau besteht in Längsrichtung aus einer Kette von fünf Einfeldträgern mit Pfeilerachsabständen von 47,1 m bis 47,8 m. Die Konstruktionen weisen einen Trogquerschnitt mit unten liegender Fahrbahn auf. Die beiden seitlich, in einem Achsabstand von 5,3 m angeordneten Hauptträger sind als modifizierte Schwedlerträger ausgeführt worden. Sie besitzen einen an den Enden in der Vertikalen gekrümmten Obergurt und einen geraden Untergurt, in der Mitte sind die Felder doppelt ausgekreuzt, um drucksteife Diagonalen zu vermeiden. Die Überbauten lieferte das Unternehmen Bosshard & Cie. aus Näfels.
Die Gründung der Pfeiler erfolgte durch das Wiener Unternehmen E. Gärtner mit stählernen Senkkästen in Tiefen bis zu 12 m, die ausbetoniert wurden. Darauf wurden die Pfeiler aus Natursteinmauerwerk errichtet.